# Kobe Tai
Kobe Tai, född 15 januari 1972 i Taipei (Taiwan) som Carla Carter, är en kinesisk-amerikansk porrskådespelare. Hon var verksam i branschen mellan 1996 och 2003.

## Biografi
Kobe Tai föddes i Taipei, Taiwan. Hon adopterades av en amerikansk familj från Arkansas (USA) när hon var fem månader gammal. Hon studerade på bland annat Arkansas Universitet.
Kobe Tai gifte sig med porrstjärnan Steven Scott (kallar sig för Mark Davis i sina verk) år 1997, men de skilde sig 1999. Kobe fortsätter dock att kalla sig för Carla Scott.
År 2000 bestämde sig Tai för att lämna porrindustrin eftersom hon var gravid. Hon fick en son senare det året. Kobe återvände dock till porrbranschen vid årsskiftet år 2001. Hennes sista film var "Jenna Loves Kobe" med porrstjärnan Jenna Jameson. Sedan dess har hon inte gjort fler filmer och man antar att hon har slutat som porrstjärna.

## Karriären
Kobe Tai började i porrbranschen under 1996, då hon använde namnet Blake Young och Brooke Young, innan hon tog namnet Kobe Tai. Hon arbetade under Vivid Entertainment som en exklusiv uppträdare. Hon var den första asiatiska porrstjärnan för Vivid.
En av hennes första filmer var "Executions on Butt Row" med Sean Michaels, och Vivid Raw #2 med Alex Sanders.

## Övrigt
Förutom att medverka i porrfilmer har Kobe Tai varit med i andra filmer, bland annat spelar hon en strippa som blivit dödad i filmen Very Bad Things. Hon är även med i skateboard-dokumentären "The End".
Hennes röst kan höras i bakgrunden till sången "I Don't Like the Drugs, But the Drugs Like Me", gjord av Marilyn Manson.